# Museum Vosbergen
Museum Vosbergen is een museum in Eelde in de provincie Drenthe. Het is gevestigd in een villa op het landgoed Vosbergen. De villa is ontstaan vanuit een verbouwde boerderij. De architect van deze verbouwing was Geert Stel. Het is vooral gewijd aan oude muziekinstrumenten en laat daarvan de evolutie zien. Er bevinden zich enkele zeer oude exemplaren in de collectie, zelfs van voor onze jaartelling.

## Collectie en activiteiten

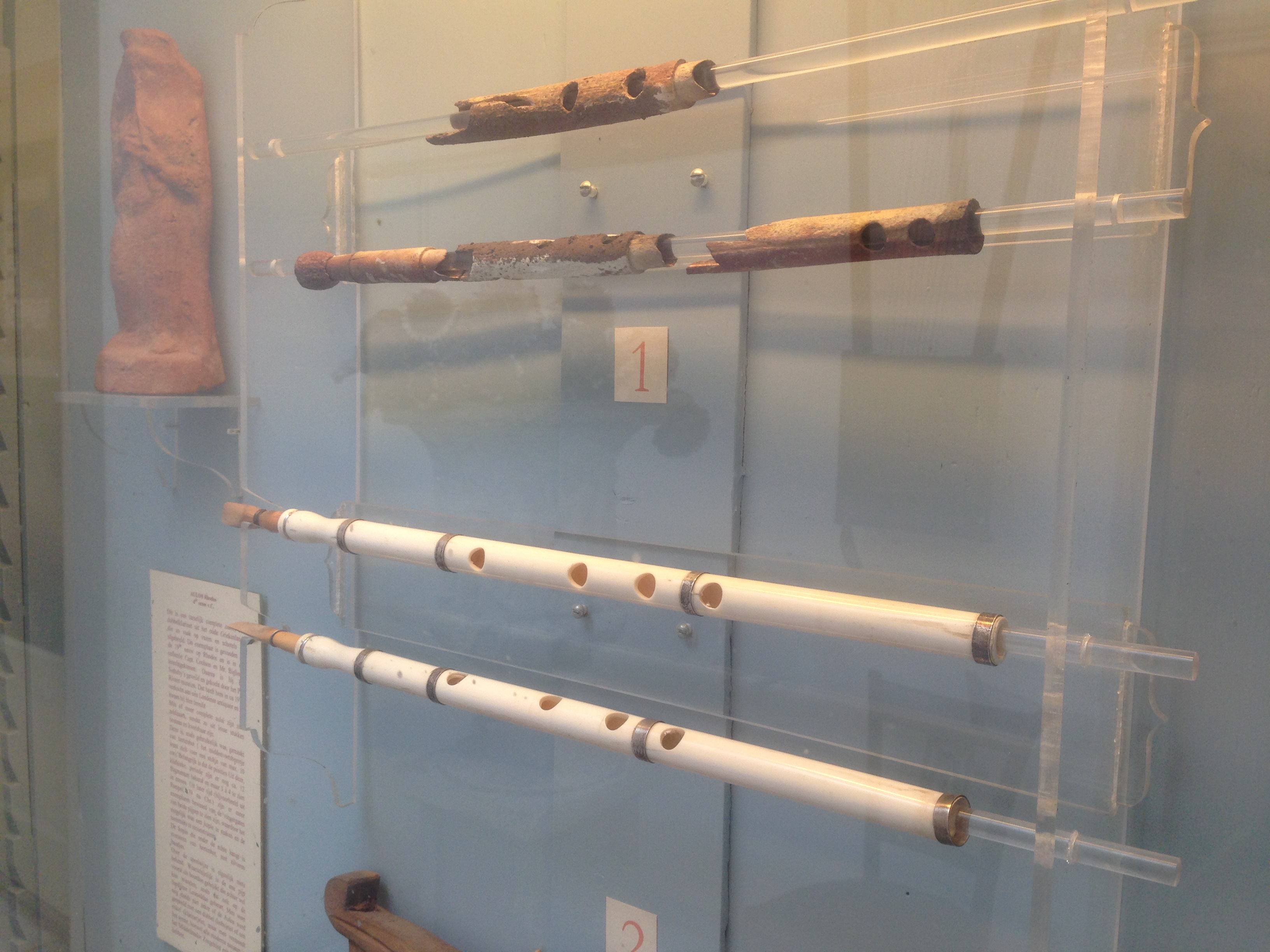
Griekse aulos uit 500 v.Chr. (bovenaan)

Het museum heeft een collectie van rond 800 westerse en niet-westerse muziekinstrumenten. Via audioapparatuur wordt een rondleiding gegeven, waarbij per groep instrumenten dieper wordt ingegaan op de achtergrond en het geluid van verschillende exemplaren.
De oudste instrumenten zijn een Griekse aulos (circa 500 v.Chr.), een Romeinse fluit (circa 200 v.Chr.) en een Egyptische fluit (circa 100 v.Chr.). Er is een collectie hout- en koperblazers met onder meer een barokke klarinet uit circa 1730, ophicleïdes, serpenten en een tromba marina. Ook zijn er verschillende snaarinstrumenten te zien variërend van piano's en violen tot en met verschillende types draailieren en een viola da gamba.
Daarnaast worden er verschillende automatische muziekinstrumenten getoond, zoals pianola's en kleine draaiorgels. In de galerie worden wisselende collecties getoond van hedendaagse kunstenaars. Er is verder nog een koffiekamer, theetuin en een zaal met plaats voor 75 personen waar jaarlijks rond 20 concerten worden gegeven.

## Geschiedenis
Het museum bevindt op het landgoed Vosbergen met een oppervlakte van 110 hectare. Het werd sinds 1890 aangelegd door Wilhelmina Berendina Groeneveld (1863-1949) die het met haar echtgenoot Johannes Siegfried Kraus (1860-1937) verder uitbreidde. Tegenwoordig zijn er wandelpaden aangelegd.
Dick en Rieteke Verel richtten in november 2002 een museum in de villa op met muziekinstrumenten die hij in zestig jaar tijd verzamelde en restaureerde. Het museum werd in 2005 onderscheiden met de driejaarlijkse cultuurprijs van de gemeente Tynaarlo.
In 2020 is het museum overgegaan in handen van Peter Goos. Deze heeft de opzet in die zin veranderd, dat hij het museum verbonden heeft met een sociëteit waarvan de leden in het museumgebouw samenkomen. Ook  worden er sinds de overname meer concerten georganiseerd.

## Galerij

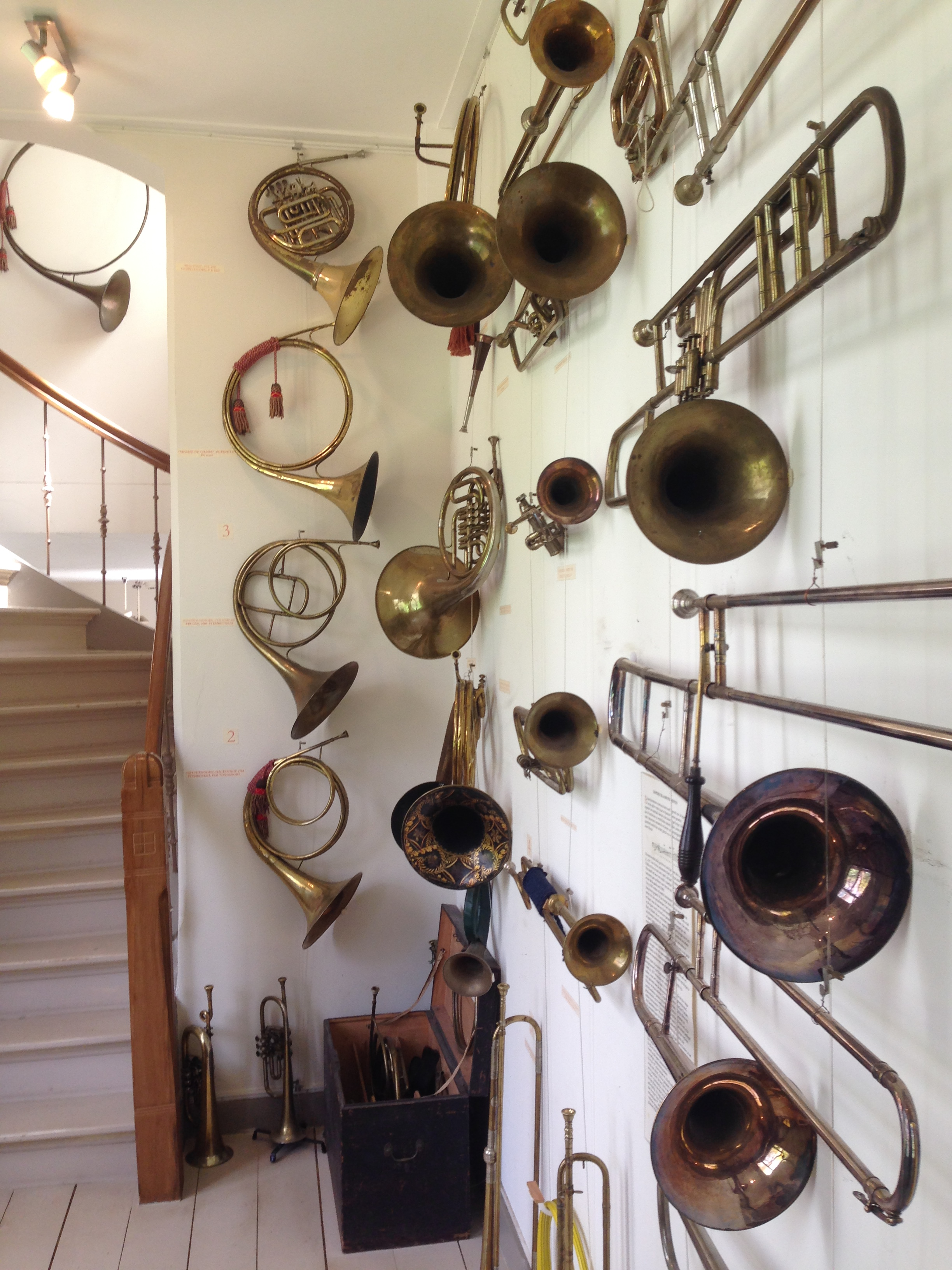
koperen blaasinstrumenten
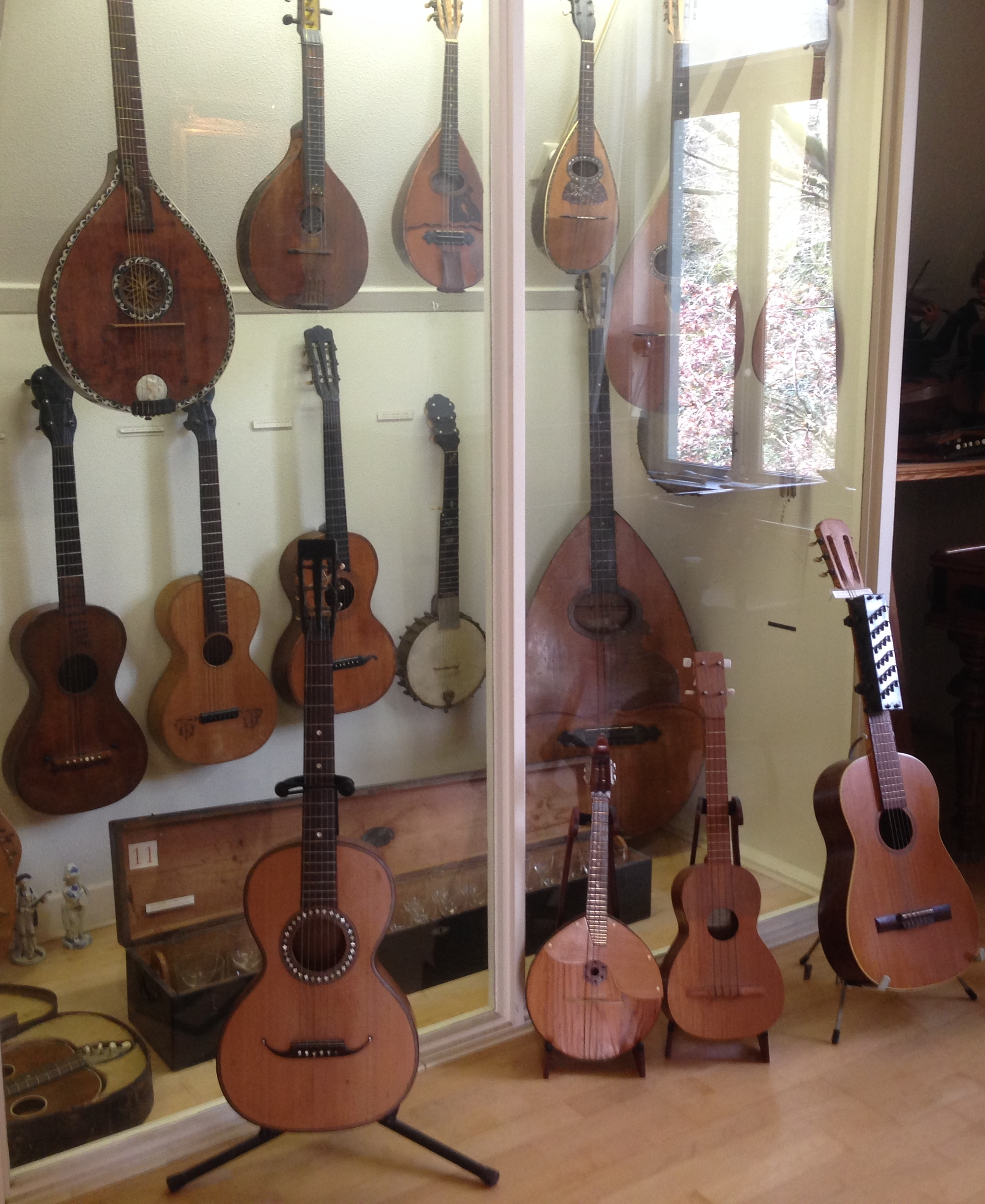
snaarinstrumenten
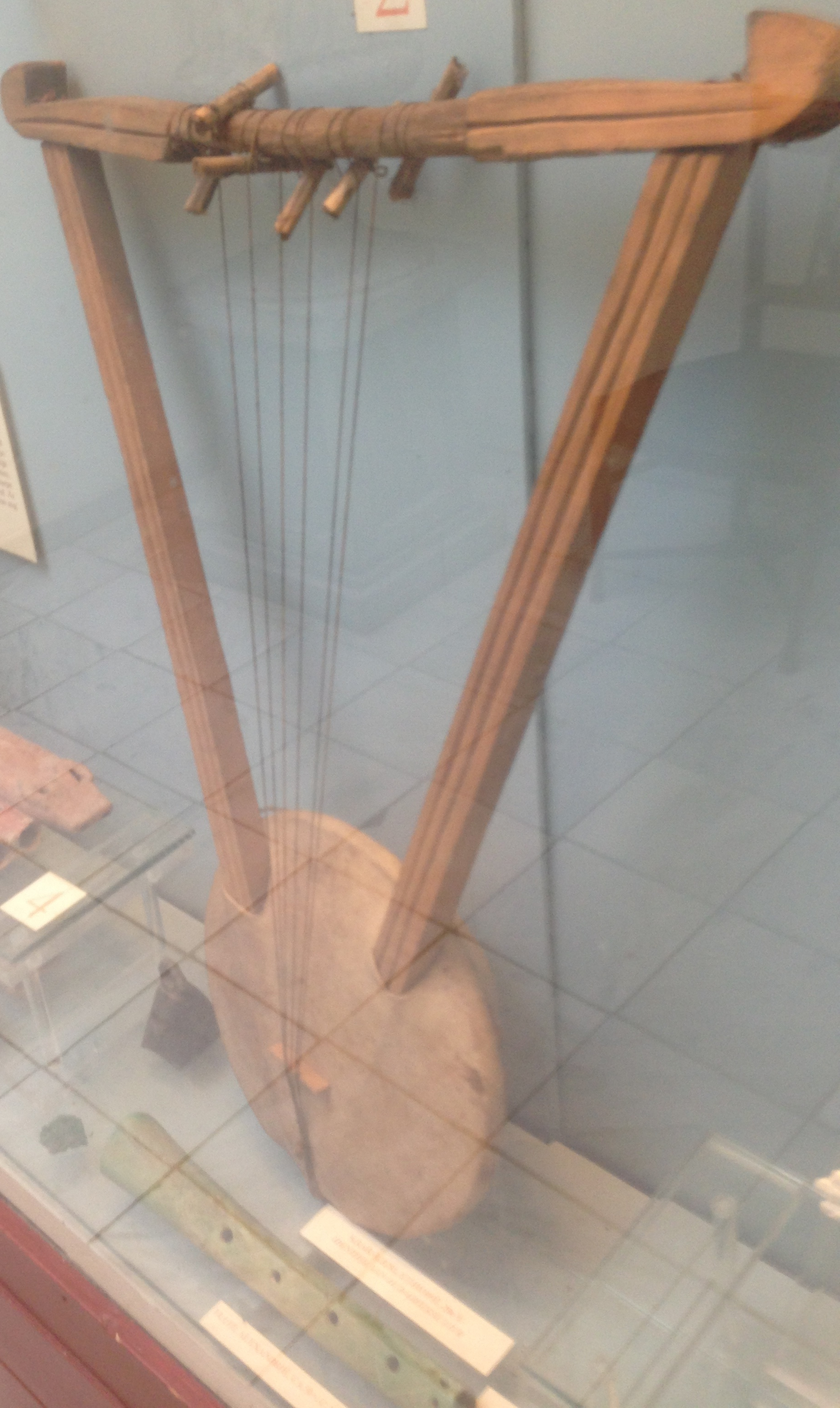
oude lier
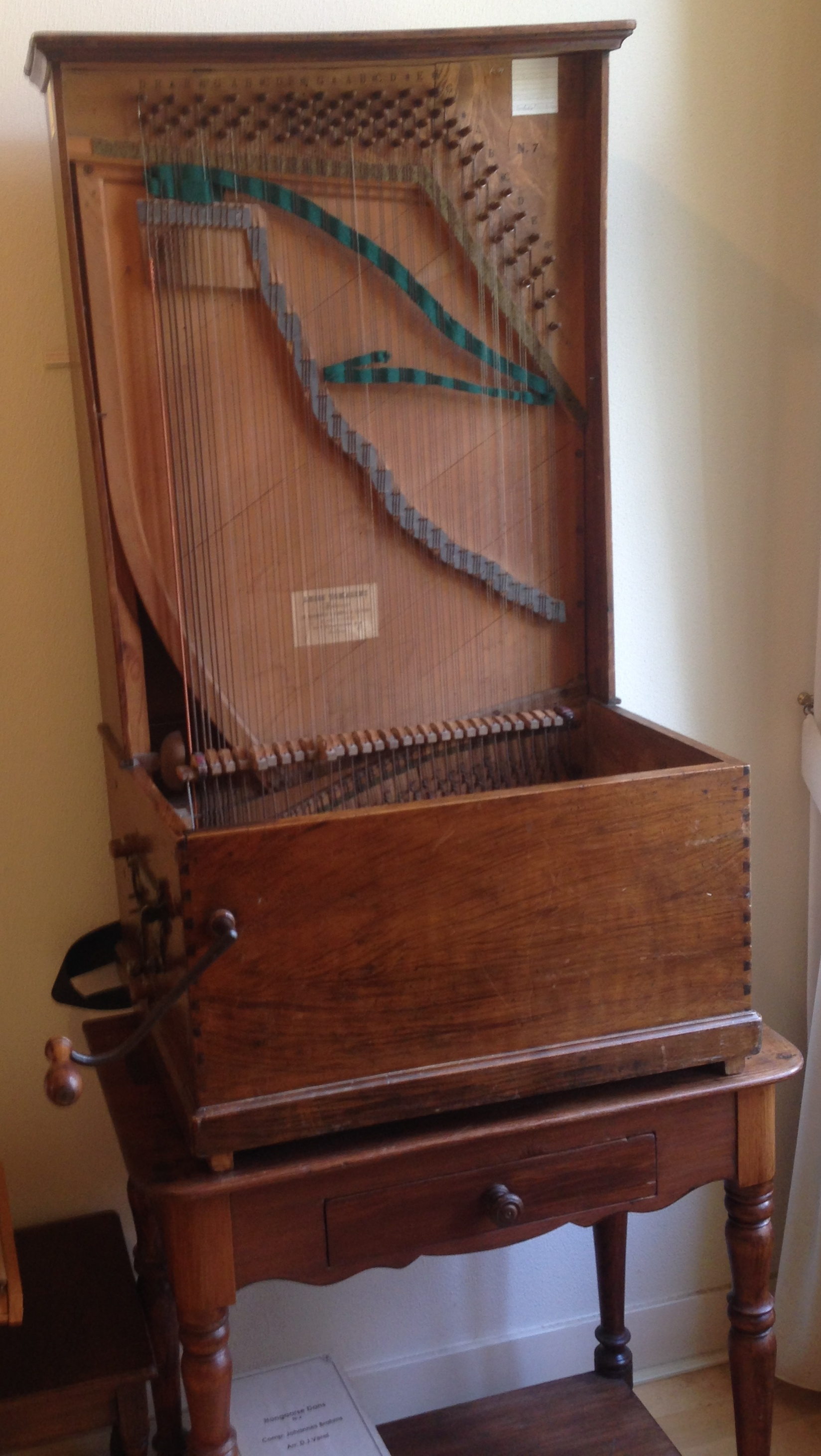
cilinderpiano
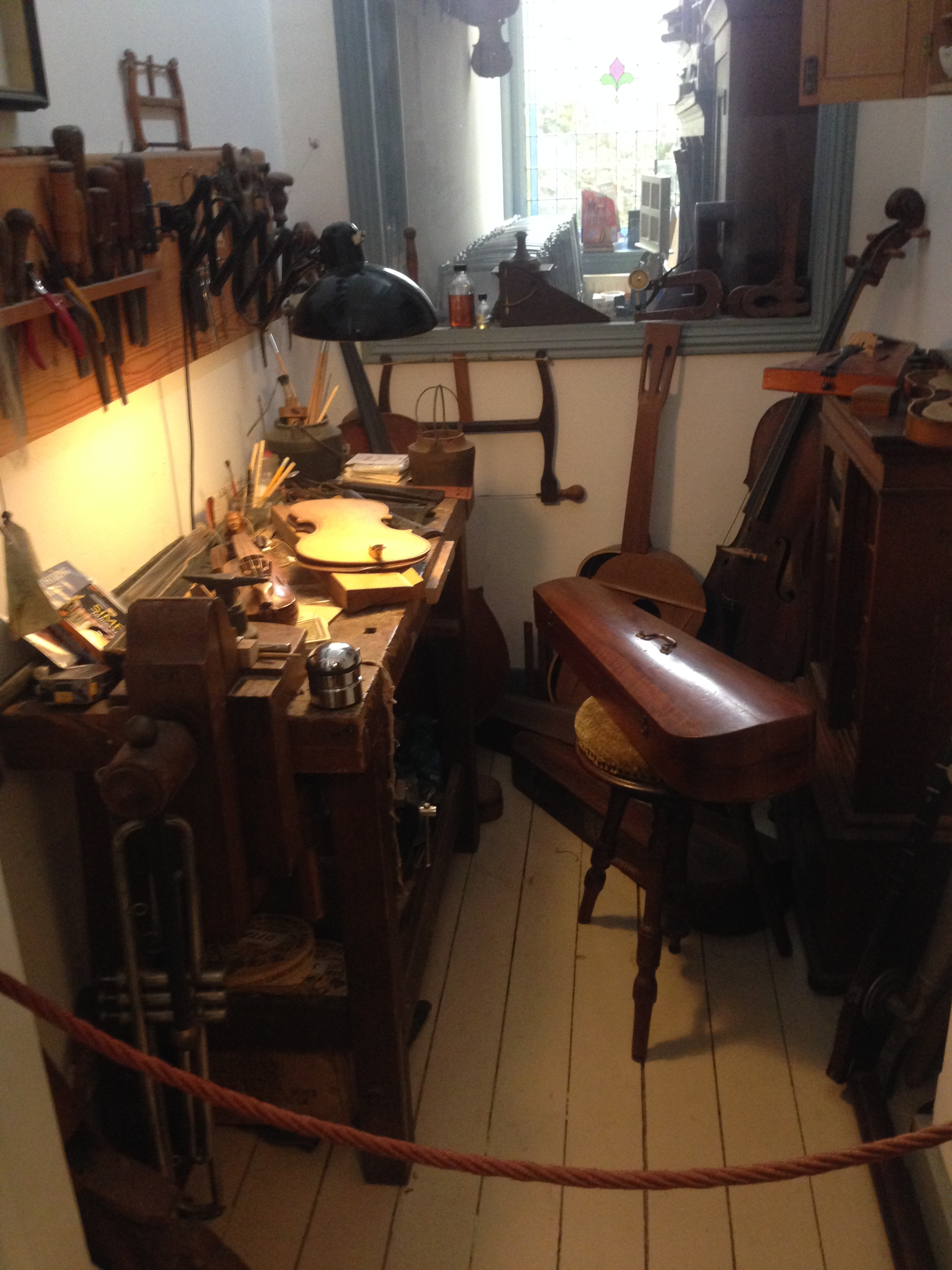
vioolwerkplaats